# Гессенские наёмники
Ге́ссенские солдаты (англ. Hessians) — наёмные войска (солдаты различных родов оружия), предоставлявшиеся гессенскими князьями другим властителям стран и государств.
Продажа своих подданных иностранному государству или стране (чаще всего Англии) в солдаты, была выгодным промыслом, потому что за солдата платили до 150 талеров, не считая особого вознаграждения за убитых. Один только ландграф гессенский продал 17 000 своих подданных, что составляло 4,5 % населения его государства.

## История
Торговлей военными услугами своих армий занимались преимущественно властители многочисленных княжеств в составе Священной Римской империи как для того, чтобы выполнять свои союзнические обязательства, так и для получения дохода. Для этого проводился специальный набор в солдаты (наёмники), их обучали, выдавали им оружие, укомплектовывали в воинские формирования и передавали внаём. К концу XVIII века в Германских государствах Германо-римской империи фактически шла торговля не только рекрутами, но и отбывавшими воинскую повинность. Торговля военными услугами солдат приносила большие доходы. Наиболее активно торговлей услугами войск занимались ландграфы Гессена-Касселя.
Первым в Германских государствах сдачей войск внаём занялся епископ мюнстерский Кристоф Бернхард фон Гален в 1665 году. Его примеру последовал саксонский курфюрст Иоганн Георг III, передав в 1685 году Венецианской республике за 120 000 талеров три тысячи солдат для участия в войне на греческом Пелопоннесе. Затем начало сдаче войск внаём в Гессен-Касселе положил ландграф Карл Гессен-Кассельский.
Во время Войны за австрийское наследство ландграф Вильгельм VIII Гессенский сдавал войска внаём обеим сторонам конфликта: и Англии, и императору Карлу VII. Всего он сдал внаём 17 000 солдат на 1,254 тыс. фунтов стерлингов.
Наибольший размах сдача войск внаём приобрела во время войны за независимость в Северной Америке, куда гессенцы были откомандированы в 1776 году. Так как английская армия состояла только из 42 000 человек, были введены тяжёлые рекрутские программы. Многие из внесённых в списки новобранцев были деревенскими парнями, как и большинство солдат будущих США. Другие были наняты из городских трущоб. Так как обычно численность кадровых английских войск была сравнительно небольшой, а всеобщая воинская повинность неизвестна британскому законодательству, правительство Великобритании, следуя традиционной политике, наняло около 30 000 солдат в ряде германских государств. Княжество Гессен поставило 3/4 от общей численности германских солдат. Сравнительно немногочисленные случаи использования британской короной иностранных наёмников использовались пропагандой для нагнетания ненависти у американцев к королевской власти, педалируя в том числе и тему, что сам британский монарх происходит из немецкой династии и использует немецких наёмников для усмирения своих бывших подданных. 
Гессенские войска состояли из егерей, гусар, трёх артиллерийских рот и четырёх гренадерских батальонов. 
25 декабря 1776 года гессенская бригада (три полка) Иоганна Ролла был разбит превосходящими силами американских повстанцев в сражении при Трентоне. 
Из Германских государств (преимущественно из Гессен-Касселя, герцогства Нассау, Вальдека, графства Ансбах-Байрейт, Брауншвейгского герцогства и Ангальт-Цербстского княжества) на войну на стороне Англии отправилось около 30 000 человек, за что главы этих государств получили около 8 000 000 фунтов стерлингов. Так немецкий писатель и поэт И. Г. Зойме, в 1781 году, был захвачен гессенскими вербовщиками и отправлен солдатом в Америку. По итогу войны погибло 7 000 гессенцев (причём около 6 000 от болезней), 17 000 вернулись в Германию, около 5 000 — 6 000 предпочли остаться жить в будущих Соединённых Штатах, так как правительство США выделяло землю и деньги тому кто перешёл на их сторону.
Сдача войск внаём была обычной практикой вплоть до начала XIX века. Но в эпоху Просвещения эта деятельность немецких князей подверглась критике, в частности, Кристианом Фридрихом Даниелем Шубартом в его газете «Немецкая хроника» и Фридрихом Шиллером в его драме «Коварство и любовь».

## В культуре
- В рассказе Вашингтона Ирвинга «Легенда о Сонной Лощине» (1819 год) важную для сюжета роль играет легенда о гессенском наёмнике, воевавшем против американских повстанцев (бунтовщиков) и отличавшемся особой жестокостью. После смерти он будто бы стал «всадником без головы» и продолжал терроризировать жителей уже независимой от Англии Америки.

### Статьи
- Baer, Friederike. The Decision to Hire German Troops in the War of American Independence: Reactions in Britain and North America, 1774–1776 (англ.) // Early American Studies. — University of Pennsylvania Press, 2015. — Vol. 13, iss. 1. — P. 111–150. — doi:10.1353/eam.2015.0003.